# 正九品
正九品是中国、朝鮮、越南、琉球古代官位的一个级别，属于次于從八品、高于從九品的官员，在多数朝代为基层官员。

## 中國

### 魏晋南北朝
- 下县县长、县尉、关中侯・关外侯

### 隋
- 校书郎、都水参军事、州曹参军、行参军、典签、下郡郡尉、中县县丞

### 唐朝

#### 文武官
- 正九品上：校书郎、太祝、典客署掌客、岳渎令、诸津令、下牧监丞、中下县丞、中州博士、武库署监事
- 正九品下：正字、奚官/内仆丞、内府局丞、太史局司辰、典厩署主乘、下县丞、下州博士、京兆/河南/太原府诸县尉、上牧监主簿、诸宫农圃监丞、中关令、亲王国尉、上关丞、诸卫左右执戟、中镇兵曹参军、下戍主、诸折冲队正

#### 散官
- 正九品上：儒林郎、仁勇校尉
- 正九品下：登仕郎、仁勇副尉、怀化执戟长上

### 宋
- 郊社、籍田、太官令，国子太学正、录，武学谕，律学正，太医局丞，忠训、忠翊、成忠、保义郎，挈壶正，京畿县主簿、尉，三京赤县主簿、尉，诸州别驾、长史、司马，枢密院守阙书令史
- 儒林郎、登仕郎、仁勇校尉、仁勇副尉

### 金
- 下县县丞、下县县尉、主簿

### 明朝

#### 文武官
- 詹事府：录事、校书
- 户部：检校、宝钞提举司副提举、钞纸局大使、印钞局大使、宝钞广惠库大使、广积库大使、赃罚库大使、外承运库大使、承运库大使，甲字、乙字、丙字、丁字、戊字库大使
- 兵部：会同馆大使
- 刑部：检校
- 工部：营缮所所丞、文思院大使、皮作局大使、鞍辔局大使、宝源局大使、颜料局大使、军器局大使、织染所大使、杂造局大使、大通关提举司副提举
- 太常寺：赞礼郎
- 太仆寺：监正
- 鸿胪寺：司宾署署丞、司仪署署丞
- 都察院：检校
- 翰林院：侍书
- 通政司：知事
- 国子监：學正
- 钦天监：五官监候
- 上林苑监：典簿厅典簿、录事
- 王府长史司：典簿、奉祠所典乐、典仪所典仪正
- 教坊司：奉銮
- 承宣布政使司：检校
- 提刑按察使司：照磨
- 苑马寺：牧监监正
- 宣抚司：知事
- 地方官：府知事、县主簿

#### 散官
- 升授阶：登仕郎
- 初授阶：将仕郎

### 清朝

#### 文武官
- 欽天監五官監侯、欽天監五官司書、太常寺贊禮郎、九品筆帖式、按察司照磨、府知事、同知知事、通判知事、縣主簿、和聲署奉鑾
- 各营蓝翎长、外委把总

#### 散官
- 登仕郎、修武校尉

## 琉球

### 琉球國（第二尚氏）

#### 文武官
登仕郎、点班使，下库理筑登之